# Cettia
Cettia är ett släkte inom familjen cettior. Släktets arter är ganska små insektsätande sångare, anpassade för födosök i tät vegetation och förekommer från Europa till Sydostasien. På ovansidan är de bruna, eller gråaktiga och undertill är de sandfärgade eller ljust grå. Förutom ett tydligt ögonbrynsstreck saknar fjäderdräkten mönster.
Släktets systematik har nyligen genomgått stora förändringar. Tidigare omfattade det ungefär 15 arter, men genetiska studier visar att de inte är varandras närmaste släktingar. Flertalet förs numera till Horornis. Samma studier visar också att gulstrupig cettia, tidigare i släktet Tesia alternativt i det egna släktet Oligura, bör inkluderas i Cettia i begränsad omfattning. Numera omfattar Cettia bara fyra arter:
- Rostkronad cettia (Cettia major)
- Gråsidig cettia (Cettia brunnifrons)
- Gulstrupig cettia (Cettia castaneocoronata)
- Sumpcettia (Cettia cetti)